# Représentations diplomatiques de la Dominique

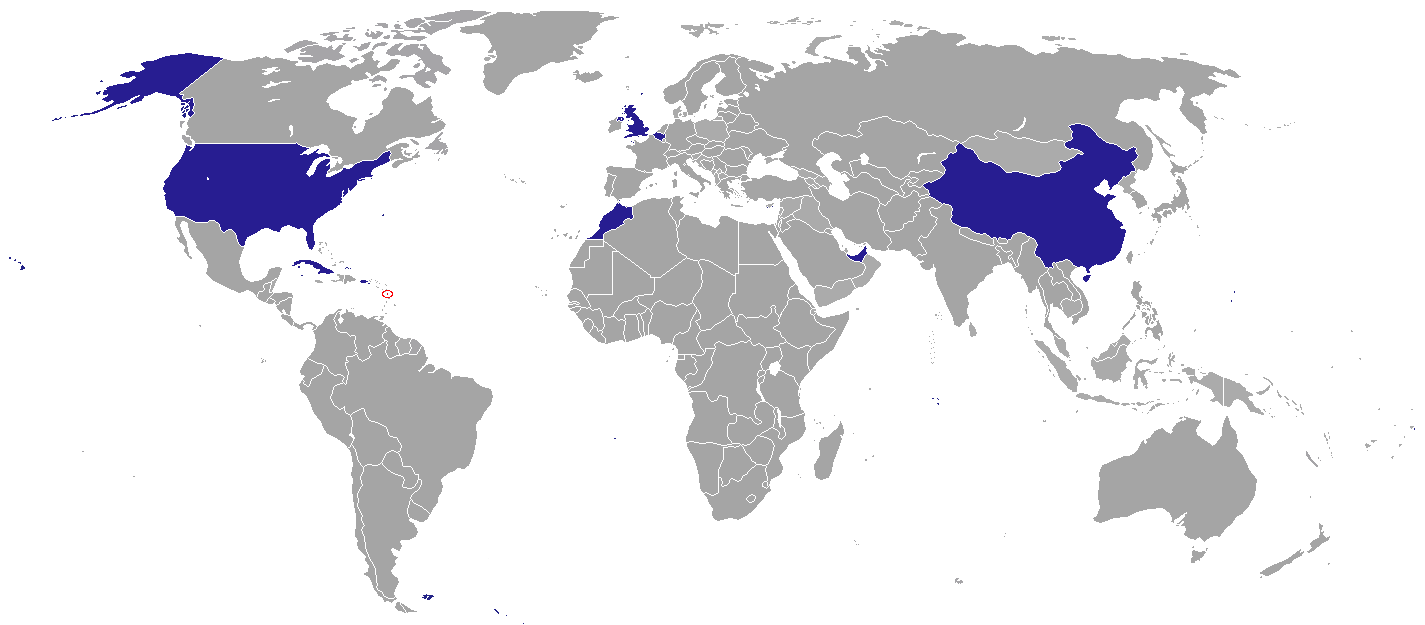
Localisation des représentations diplomatiques de la Dominique :
Dominique
Ambassade ou haut-commissariat

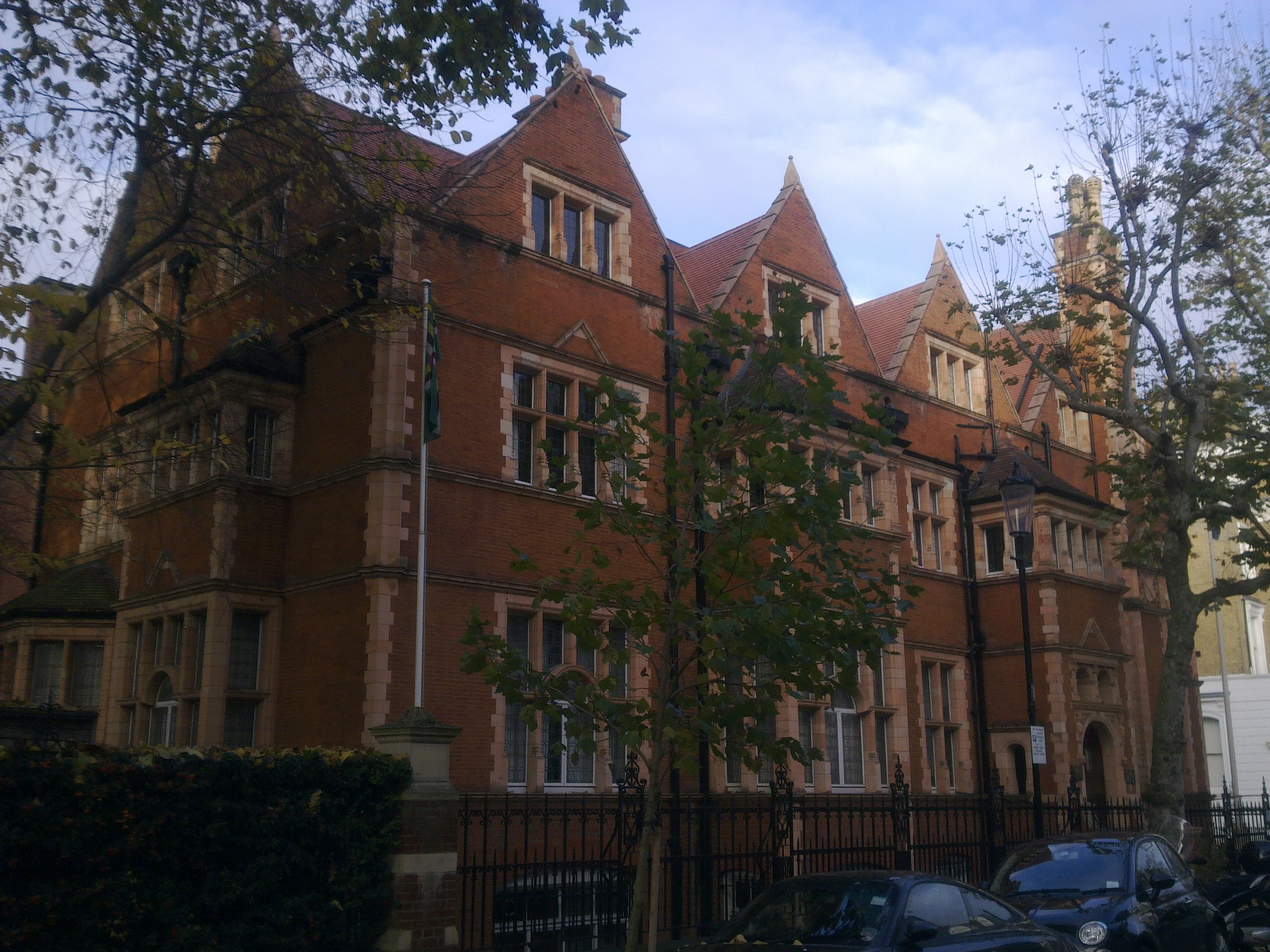
Haut-commissariat de Dominique à Londres.

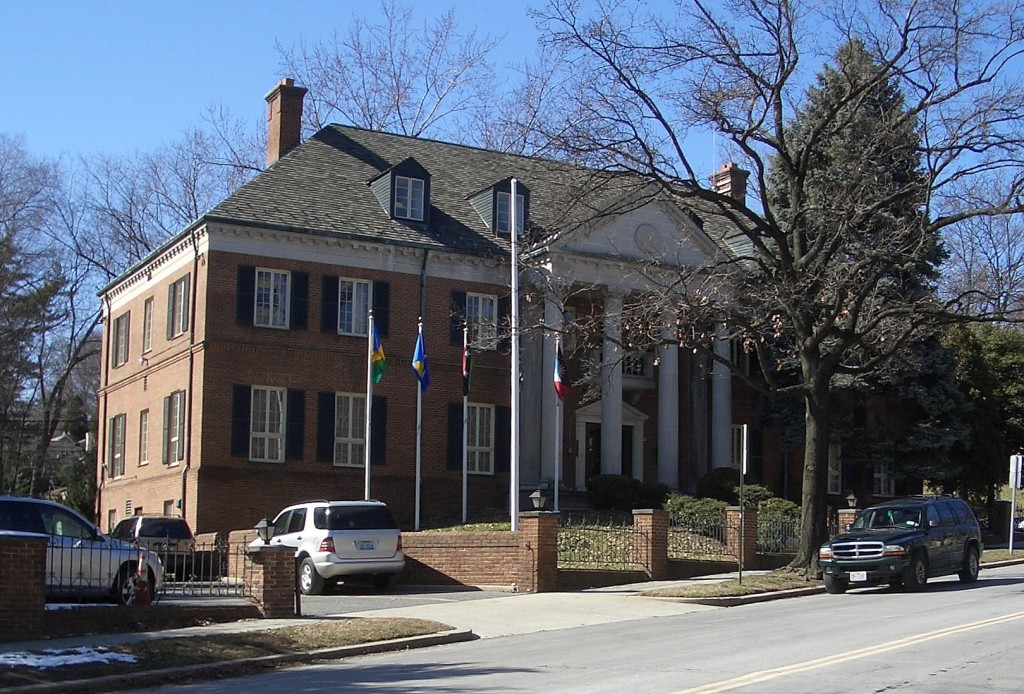
Ambassade de la Dominique à Washington.

Ceci est une liste des représentations diplomatiques de la Dominique, à l'exclusion des consulats honoraires. La Dominique ne possède que quelques représentations diplomatiques.

## Amérique
- Cuba
  - La Havane (ambassade)
- États-Unis
  - Washington (ambassade)
  - New York (consulat)

## Asie
- Chine
  - Pékin (ambassade)
- Émirats arabes unis
  - Abou Dabi (ambassade)

## Europe
- Belgique
  - Bruxelles (ambassade)
- Royaume-Uni
  - Londres (haut-commissariat)

## Organisations internationales
- Bruxelles (mission auprès de l'Union européenne)
- New York (mission permanente auprès des Nations unies)
- Washington (mission permanente auprès de l'OEA)